# Zamach w Stambule (10 grudnia 2016)
Zamach w Stambule (10 grudnia 2016) – akt terrorystyczny, który miał miejsce 10 grudnia 2016 przed stadionem Beşiktaş JK w Stambule. W wyniku eksplozji dwóch bomb zginęło 48 osób, a 166 odniosło obrażenia. Do dokonania tego zamachu przyznała się  grupa bojowników kurdyjskich Sokoły Wolności Kurdystanu.

## Przebieg zamachu
Do pierwszej eksplozji (samochodu-pułapki z ok. 300–400 kg ładunku wybuchowego) doszło na zewnątrz stadionu Vodafone Arena, a do drugiej niedaleko Parku Maçka (po zdetonowaniu przez zamachowca-samobójcę ładunku ukrytego w kamizelce). Po tym zdarzeniu została ogłoszona jednodniowa żałoba narodowa na terenie Turcji.